# Elijah Risley
Elijah Risley (* 7. Mai 1787 in Connecticut; † 9. Januar 1870 in Fredonia, New York) war ein US-amerikanischer Politiker. Zwischen 1849 und 1851 vertrat er den Bundesstaat New York im US-Repräsentantenhaus.

## Werdegang
Elijah Risley besuchte vorbereitende Schulen. Im Jahr 1807 zog er nach Fredonia, wo er im Handel arbeitete. Von 1825 bis 1828 war er Sheriff im Chautauqua County; im Jahr 1835 wurde er Ortsvorsteher der Gemeinde Pomfret. Zwischen 1833 und 1853 war er auch mit der Herstellung von Saatgut für Gärten befasst. Politisch schloss er sich der Mitte der 1830er Jahre gegründeten Whig Party an.
Bei den Kongresswahlen des Jahres 1858 wurde Risley im 31. Wahlbezirk von New York in das US-Repräsentantenhaus in Washington, D.C. gewählt, wo er am 4. März 1849 die Nachfolge von Dudley Marvin antrat. Da er im Jahr 1850 auf eine weitere Kandidatur verzichtete, konnte er bis zum 3. März 1851 nur eine Legislaturperiode im Kongress absolvieren. Diese Zeit war von den Diskussionen um die Frage der Sklaverei bestimmt. Unter anderem wurde der von US-Senator Henry Clay eingebrachte Kompromiss von 1850 verabschiedet.
Nach dem Ende seiner Zeit im US-Repräsentantenhaus trat Elijah Risley politisch nicht mehr in Erscheinung. Für einige Zeit bekleidete er den Rang eines Generalmajors in der Staatsmiliz. Er starb am 9. Januar 1870 in Fredonia.